# جون كاين (لاعب كرة قاعدة)
جون كاين (بالإنجليزية: John Kane)‏ هو لاعب كرة قاعدة أمريكي، ولد في 24 سبتمبر 1882 في شيكاغو في الولايات المتحدة، وتوفي في 28 يناير 1934 في سانت أنتوني في الولايات المتحدة.

## وصلات خارجية
- جون كاين (لاعب كرة قاعدة) على موقعبيزبول رفرنس.كوم (الدوري الرئيسي) (الإنجليزية)
- جون كاين (لاعب كرة قاعدة) على موقعبيزبول رفرنس.كوم (الدوري الثانوي) (الإنجليزية)